# Ian Matakis
Ian Philip Matakis (* 18. Oktober 1997) ist ein professioneller US-amerikanischer Pokerspieler. Bei der World Series of Poker gewann er 2023 ein Bracelet sowie die Auszeichnung als Spieler des Jahres.

## Persönliches
Matakis stammt aus Faribault im US-Bundesstaat Minnesota. Er besuchte die University of Minnesota, brach sein Studium jedoch im zweiten Semester ab.

## Pokerkarriere
Matakis lernte das Spiel Ende der 2000er-Jahre von seiner Schwester. Er spielt seit August 2016 Onlinepoker und nutzt die Nicknames potamophobia (Natural8), RiverRiot72 (Americas Cardroom) und IanMa (WSOP.com). Darüber hinaus verwendet er bei GGPoker seinen echten Namen. Der Amerikaner hat sich mit Turnierpoker knapp 2,5 Millionen US-Dollar erspielt und stand im Jahr 2022 unter den Top 60 des PokerStake-Rankings, das die erfolgreichsten Onlinepoker-Turnierspieler weltweit listet.
Seine erste Geldplatzierung bei einem Live-Pokerturnier erzielte Matakis im Mai 2016 in Shakopee bei einem Turnier der Variante No Limit Hold’em. Mitte Mai 2018 gewann er in Columbus, Minnesota, sein erstes Live-Turnier und sicherte sich den Hauptpreis von 30.500 US-Dollar. Beim Main Event der Mid-States Poker Tour wurde der Amerikaner im September 2018 in Shakopee Vierter und zwei Monate später in Tama, Iowa, Zweiter, was ihm Preisgelder von knapp 90.000 US-Dollar einbrachte. Im Juni 2019 war er erstmals bei der World Series of Poker (WSOP) im Rio All-Suite Hotel and Casino in Paradise am Las Vegas Strip erfolgreich und kam viermal in die Geldränge. Während der Turnierserie belegte Matakis im Venetian Resort Hotel am Las Vegas Strip bei einem Event mit knapp 2000 Spielern den mit rund 100.000 US-Dollar dotierten zweiten Platz. Bei der World Series of Poker Online erzielte er auf WSOP.com und GGPoker 2020 sieben und 2021 zehn Geldplatzierungen. Anfang März 2022 beendete der Amerikaner die Wynn Millions im Wynn Las Vegas als 13. und erhielt mehr als 125.000 US-Dollar. Auch beim Main Event des PokerStars Caribbean Adventures auf den Bahamas belegte er Ende Januar 2023 den 13. Platz und sicherte sich knapp 100.000 US-Dollar. Bei der mittlerweile im Horseshoe Las Vegas und Paris Las Vegas ausgespielten WSOP 2023 gewann Matakis das online ausgespielte Bankroll Builder und wurde mit mehr als 120.000 US-Dollar sowie einem Bracelet prämiert. Insgesamt erreichte er bei der Turnierserie 5 Finaltische und insgesamt 22 Geldplatzierungen, wodurch er sich Preisgelder von rund 880.000 US-Dollar sicherte und als Spieler des Jahres ausgezeichnet wurde. Anfang Oktober 2023 gewann der Amerikaner in Shakopee das Main Event des Canterbury Park Fall Poker Classic mit einer Siegprämie von knapp 120.000 US-Dollar.
Insgesamt hat sich Matakis mit Poker bei Live-Turnieren mehr als 1,5 Millionen US-Dollar erspielt.